# Besjtaoe
De Besjtaoe (Russisch: Бештау, van Karatsjaj-Balkaars: беш = "vijf" en тау = "berg") is een losstaande berg van vulkanische oorsprong en met een hoogte van 1402 meter de hoogste van 19 losstaande bergen in de vallei rond de Russische stad Mineralnye Vody in de Noordelijke Kaukasus. Van de berg zijn de benamingen Pjatigorje (voor de omliggende streek) en Pjatigorsk (voor de nabijgelegen stad) afgeleid. De toppen kunnen alleen te voet worden bereikt.

## Naam
De naam Besjtaoe betekent "vijf toppen". Deze naam werd vroeger aan het hele gebied rond de berg gegeven. In oude documenten wordt de berg onder namen als Besj-Dak (Беш-Дак), Pisjtaoe (Пиштау), Besjtaga (Бештага), en Pesjtsjto (Пещто) vermeld. De naam Bisj-Dag komt van de Arabische reiziger Ibn Battuta, die in 1388 de Kaukasus aandeed. De Kabardijnen die naar het gebied vluchtten voor de Mongoolse invasie namen deze naam over en noemden het gebied eromheen Oeasjchi-Beoe (Уашхи-Беу; "vijf bergen") of Osjchitchoe (Ошхитху; "vijf heuvels"). In oude Russische documenten wordt de berg 'Pjatigorje' ("vijf bergen") genoemd, waarvan de naam Pjatigorsk is afgeleid.

## Geologie
De Besjtaoe vormt onderdeel van 19 bergen die ongeveer 10 miljoen jaar geleden tijdens het Neogeen werden gevormd. Deze bergen werden vroeger geologisch gezien tot de laccolieten gerekend, maar meer recentelijk is hier twijfel over ontstaan en worden alternatieve oorsprongen genoemd, waaronder diapiristische. De berg is opgebouwd uit trachieten en ryolieten.

## Toppen
De berg telt 5 toppen, die elk verschillende namen hebben afhankelijk van de bron die over ze spreekt:
- Bolsjoj Taoe (Большой Тау; "Grote Berg"), ook Tsentralnaja (Центральная; "Middelste"), Glavnaja (Главная; "Hoofd-") of Lysaja (Лысая; Kale);
- Maly Taoe (Малый Тау; "Kleine Berg"), ook Malaja (Малая; "Kleine") of Loegovaja (Луговая; "Weide-");
- Kozji Skaly (Козьи Скалы; "Geitenrotsen"), ook Skalistaja (Скалистая; "Rotsige") of Kozilnye Gory (Козлиные Горы; "Geitenbergen");
- Lisi Nos (Лисий Нос; "Vossenneus"), ook Dlinnaja (Длинная; "Lange"), Orlinye Skaly (Орлиные Скалы; "Arendsrotsen"; ook de benaming voor een groot rotsmassief aan de voet van de Maly Taoe);
- Mochnataja (Мохнатая; "behaarde, pelzige, wollige"), ook Lochmataja (Лохматая; "ruige, woeste"), Lochmaty Koergan (Лохматый Курган; "Ruige koergan") of Lesistaja (Лесистая; "Bosrijke").

De berg bevat vele rotsen. Het grootste massief zijn de Orlinye Skaly aan de voet van de Maly Taoe, die oprijzen tot 200 meter hoogte. Een andere grote rots is de Tsjertov Palets (Чертов Палец; "Duivelsvinger"), die ook wel Pronesi Gospodi (Пронеси Господи; "Gedragen door God") wordt genoemd en die gevaarlijk over een weg om de berg heen hangt. Andere rotsformaties zijn de Kozji Skaly en een aantal rotsen op de kam van de Lisi Nos en op de hellingen van de Bolsjoj Taoe. Aan de toppen van de Bolsjoj en Maly Taoe bevinden zich uitgestrekte puinhellingen. Het bos aan de voet van de Kozji Skaly is bezaaid met stukken rots met een diameter tot 20 meter.

## Natuur

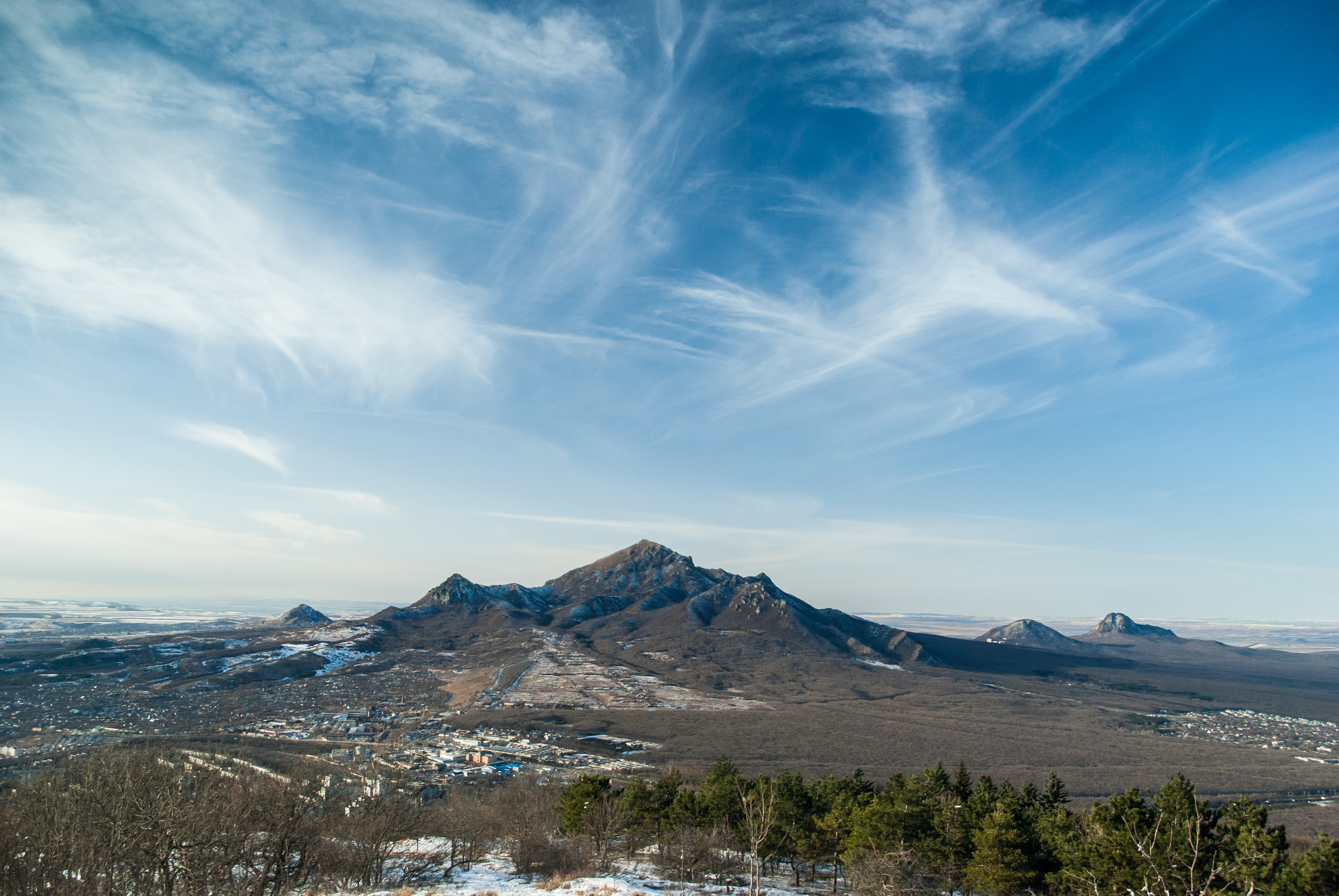
Gezicht op de Besjtaoe vanaf de Masjoek

De berg vormt onderdeel van een zakaznik waar jagen verboden is en waar bosbeheer wordt gepleegd. Op de hellingen groeit loofbos zoals Fraxinus, eik, Carpinus en Fagus. Dit Bestaoegorski-bos strekt zich uit naar het noorden en bedekt daar het gebied rond de stad Zjeleznovodsk en de bergen Zjeleznaja, Razvalka, Medovaja, Ostraja en Toepaja (Kabanka). Ook strekt het bos zich uit naar het zuidoosten en grenst daar aan het bos op de berg Masjoek. Behalve de Mochnataja wordt geen enkele bergtop van de Besjtaoe bedekt met bos. In het bos leeft een grote populatie wilde zwijnen. Het bos is rijk aan schimmels, die overwegend bestaan uit Agaricaceae (met name champignon, hanenkam, baardige melkzwam, gepeperde melkzwam en parasolzwammen). Op de rotsen en in de bossen nestelen verschillende roofvogelsoorten. Ten zuidwesten van de weg tussen Pjatigorsk en Lermontov (die vanwege de slechte staat in de volksmond ook wel 'oude Smolenskweg' wordt genoemd) strekt zich een heuvelachtige bergvoet uit, die wordt bedekt met bossteppe en oude bosaanplant. Hier leven fazanten, hazen en vossen. Midden jaren 1990 vond een grote bosbrand plaats waarbij een groot deel van het bos en de weidegebieden nabij de toppen werden verbrand. Veel oude bomen overleefden echter de brand.

### Waterbronnen
De berg ligt in de regio van de Kaukasische Minerale Wateren en rond de berg bevinden zich veel waterbronnen, waaronder een aantal constante en zich verplaatsende tijdelijke zoetwaterbronnen en een aantal mineraalwaterbronnen, waaronder een aantal heetwaterbronnen. Radonhoudend water wordt via pijpleidingen vervoerd naar de ziekenhuizen van Pjatigorsk.

## Menselijke activiteiten

### Klooster

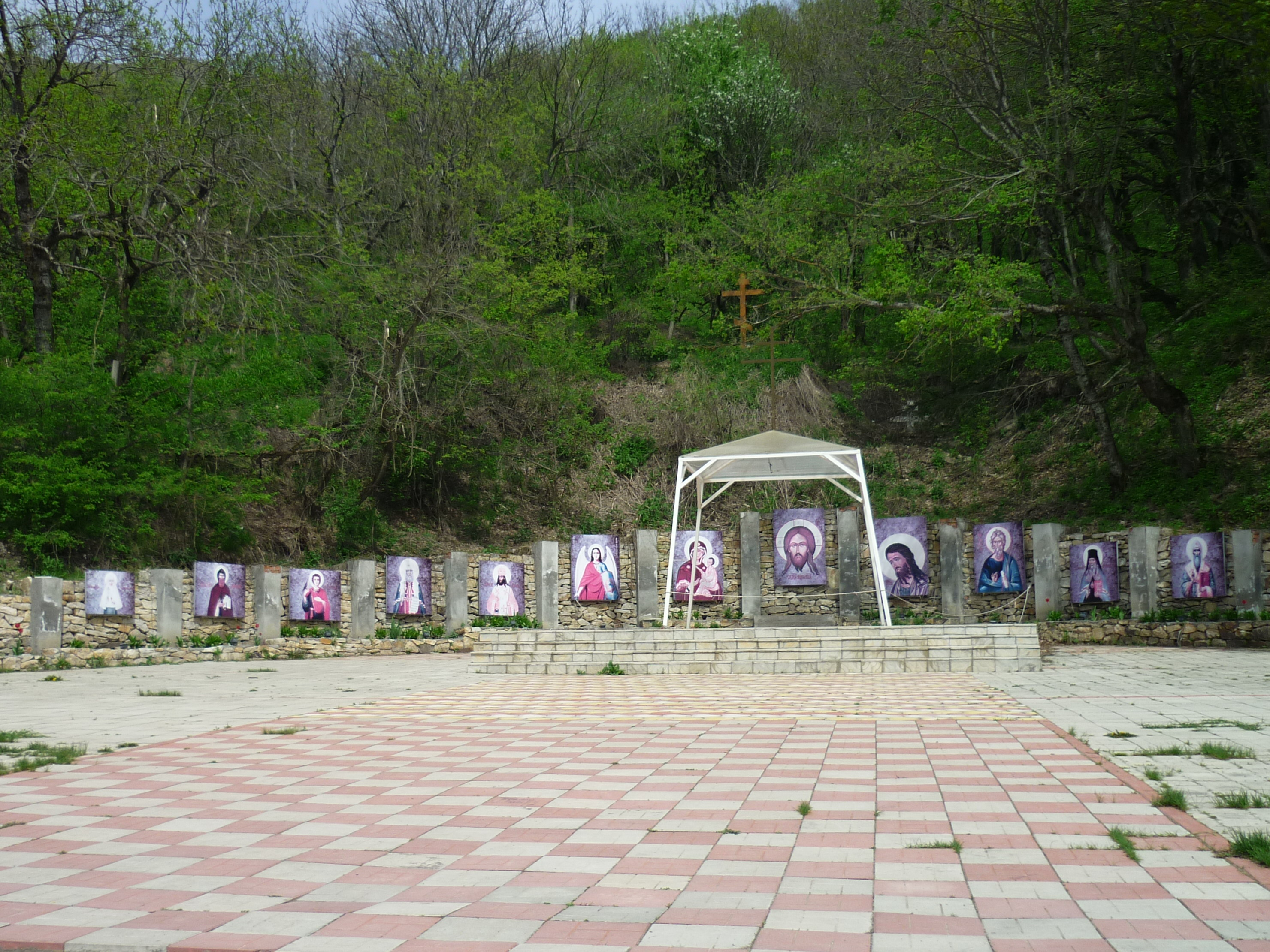
Plein op het terrein van het klooster

Aan de voet van de berg ligt het mannenklooster Vtoroafonski Oespenski ("Tweede Athos-Ontslapenis van de Moeder Gods") dat werd gesticht in 1904, gesloten door de communisten in 1928 en werd heropend in de jaren 1990. Het klooster beschikt over een open-luchtkerk, hetgeen uniek is binnen de orthodoxie.
In 1927 werd een ringweg aangelegd rond de berg met aftakkingen naar de steden Pjatigorsk, Zjeleznovodsk en Lermontov en naar de plaats Inozemtsevo. Een stenen inscriptie halverwege Pjatigorsk en het klooster verhaalt over de aanleg. De onverharde weg tussen het klooster en het kruispunt naar Pjatigorsk werd na de heringebruikname geasfalteerd, maar de weg vanaf de kruising tot aan Pjatigorsk is nog steeds onverhard. Regelmatig wordt de weg versperd door weggespoelde delen als gevolg van regenval of door omgevallen bomen, maar ze wordt altijd snel hersteld. Langs de weg hebben monniken teksten uit de Bijbel en van kerkvaders, alsook een kruis uitgehakt in de rotsen. Boven op de rotsen is een hoog metalen kruis geplaatst.

### Natuurlijke hulpbronnen
In de jaren 1930 werd door geologen uranium aangetroffen in de berg. In 1949 werd in het diepste geheim begonnen met de aanleg van mijnwerkersnederzetting Posjolok nr. 1 aan zuidzijde van de berg. De winning van het uranium (tevens in de berg Byk, een noordwestelijke neventop van de Besjtaoe) stond onder de persoonlijke toezicht van Lavrenti Beria. In totaal werden 50 mijnen gegraven met een totale lengte van 150 kilometer, waaronder ook een groot aantal kilometers met spoor. De stad Lermontov waartoe Posjolok nr. 1 behoorde (hoewel de plaats dichter bij Pjatigorsk ligt), werd eveneens speciaal gesticht voor de winning en de berg behoort daardoor nog steeds tot het stadsgebied van Lermontov. Tot 1955 werden Goelagdwangarbeiders ingezet in de mijnen en bij het aanleggen van de wegen en de plaatsen. In 1985 was duidelijk dat de mijnen niet economisch rendabel waren en werden ze gesloten. Posjolok nr. 1 werd daarbij verlaten. De meeste mijningangen werden bij de sluiting volgestort met beton. Urban explorers van het lokale 'URANRUDA' bezoeken de mijnen sinds 2005 en publiceren er onder andere foto's en stralingsniveaus van op hun website.

### Radiostation
In de jaren 1990 of jaren 2000 werd een radiostation gebouwd op de Bolsjoj Taoe, dat volgens sommige bronnen werd gebruikt voor mobiele telefonie en semafoonberichten over CDMA en volgens andere bronnen voor speciale doeleinden (ministerie van defensie of veiligheidsdiensten) werd gebruikt. Het bouwwerk zelf werd met helikopters overgebracht vanaf de voet van de berg (het Podlesnojemeer bij Lermontov). De technici van het zendstation verblijven er meestal enkele dagen en moeten te voet de berg opklimmen, waarbij ze water en voedsel voor een paar dagen met zich mee moeten dragen.